# Dante Agostini
Dante Agostini (Roma, 18 novembre 1923 – ...) è stato un canoista italiano.

## Biografia
Nato nel 1923 a Roma, a 28 anni ha partecipato ai Giochi olimpici di Helsinki 1952, nel K2 10000 m insieme a Raffaele Bastoni, chiudendo 17º con il tempo di 49'21"8.